# Vocal quasitancada semiposterior arrodonida
La vocal quasi tancada semiposterior arrodonida (en anglès: near-close near-back vowel o near-high near-back vowel) és un tipus de so vocàlic que es fa servir en aluns idiomes parlats. El seu símbol de l'Alfabet Fonètic Internacional és ʊ. Informalment s'anomenava ferradura de cavall. Abans de l'any 1989, hi havia un símbol alternatiu ɷ, anomenat omega tancada; en el cas de l'Americanist phonetic notation, es fa servir el símbol ᴜ

## Característiques
- L'expressió de vocal arrodonida significa que, per articular aquesta vocal, els llavis s'arrodoneixen en menor o major grau.

## Presentació
En les transcripcions següents, una vocal arrodonida es representa pel diacrític [ʊ̜], i una vocal posterior arrodonida es representa pel diacrític retret[ʊ̠]:
| Idioma               | Idioma                    | Paraula     | IPA               | Significat  | Notes                                                         |
| -------------------- | ------------------------- | ----------- | ----------------- | ----------- | ------------------------------------------------------------- |
| àrab                 | àrab                      | escrit كتب  | [ˈkʊtʊb]          | 'llibres'   | Vegeu la fonologia de l'àrab                                  |
| Cabécar              | Cabécar                   | Köpö´       | [kʊpʊː]           | 'dormir'    |                                                               |
| xinès                | Cantonès                  | 紅 hung4    | [hʊŋ˨˩]           | 'roig'      | Pot ser pronunciat com [o̞].                                   |
| xinès                | Mandarí                   | 紅hóng      | [xʊŋ˧˥]           | 'roig'      |                                                               |
| xinès                | Shanghainès               | 花 hau      | [hʊ]              | 'flor'      |                                                               |
| neerlandès           | Alguns parlants           | door        | [dʊ̠ːr]            | 'a través'  | Retret. Per a alguns parlants pot ser [oː~oə̯.                 |
| Baix saxó neerlandès | Alguns parlants           | doar        | [dʊ̠ːr]            | 'a través'  | Retret. Per a alguns parlants pot ser [oː~oə̯.                 |
| Baix saxó neerlandès | Tweants                   | bloom       | [blʊ̠ːm]           | 'flor'      | Retreta. Pronunciada [oː~oʊ̯] en altres dialectes              |
| anglès               | La majoria dels dialectes | hook        | [hʊk]             | 'ganxo'     | Vegeu la fonologia anglesa                                    |
| anglès               | anglès australià          | pool        | [pʰʊːɫ]           | 'piscina'   | el símbol/ʉː/ abans del /l/ es feia servir en algunes regions |
| anglès               | anglès del sud d'Irlanda  | plus        | [plʊs]            | 'plus'      |                                                               |
| anglès               | Northern English          | plus        | [plʊs]            | 'plus'      |                                                               |
| Hindostaní           | Hindostaní                | गुलाब/گلاب    | [gʊˈläːb]         | 'rosa'      |                                                               |
| Feroès               | Feroès                    | hvalur      | [kvɛalʊɹ]         | 'balena'    |                                                               |
| Francès              | Quebec                    | fole        | [fʊl]             | 'multitud'  | /u/ en síl·lbes tancades                                      |
| Alemany              | Standard                  | Schutz      | [ʃʊt͡s]            | 'protecció' |                                                               |
| Coreà                | Coreà                     | 어른 eoreun | [ɘːɾɯ̽n]           | 'seniors'   | escrit ɯ                                                      |
| Luxemburguès         | Luxemburguès              | Sprooch     | [ʃpʀʊ̠ːχ]          | 'idioma'    |                                                               |
| Mongol               | Mongol                    | ус          | [ʊs]              | 'aigua'     |                                                               |
| Noruec               | Standard Eastern          | ond         | [ʊn̪]              | 'dolent'    |                                                               |
| Portuguès            | Portuguès europeu         | pegar       | [pɯ̽ˈɣäɾ]          | 'sostenir'  | sovin transcrit com/ɨ/                                        |
| Portuguès            | Portuguès del Brasil      | bonito      | [bʊˈn̠ʲit̪ʊ]        | 'bell' (m.) | correspon a [u ~ o̞] al Brasil i a/u/ en altres variants       |
| Panjabi              | Panjabi                   | ਪੁਦੀਨਾ         | [pʊˈd̪iːnäː]       | 'menta'     |                                                               |
| Rus                  | Rus                       | сухой       | [s̪ʊˈxo̞j] (?·pàg.) | 'sec'       |                                                               |
| castellà             | Andalús                   | tus         | [t̪ʊ̠ː]             | 'els teus'  | Correspon a "u" en altres dialectes                           |
| castellà             | Murcià                    | tus         | [t̪ʊ̠ː]             | 'els teus'  | Correspon a "u" en altres dialectes                           |
| Suec                 | Central Standard          | ort         | [ʊ̠ᵝʈː] (?·pàg.)   | 'localitat' |                                                               |